# Jüdischer Friedhof (Küps)

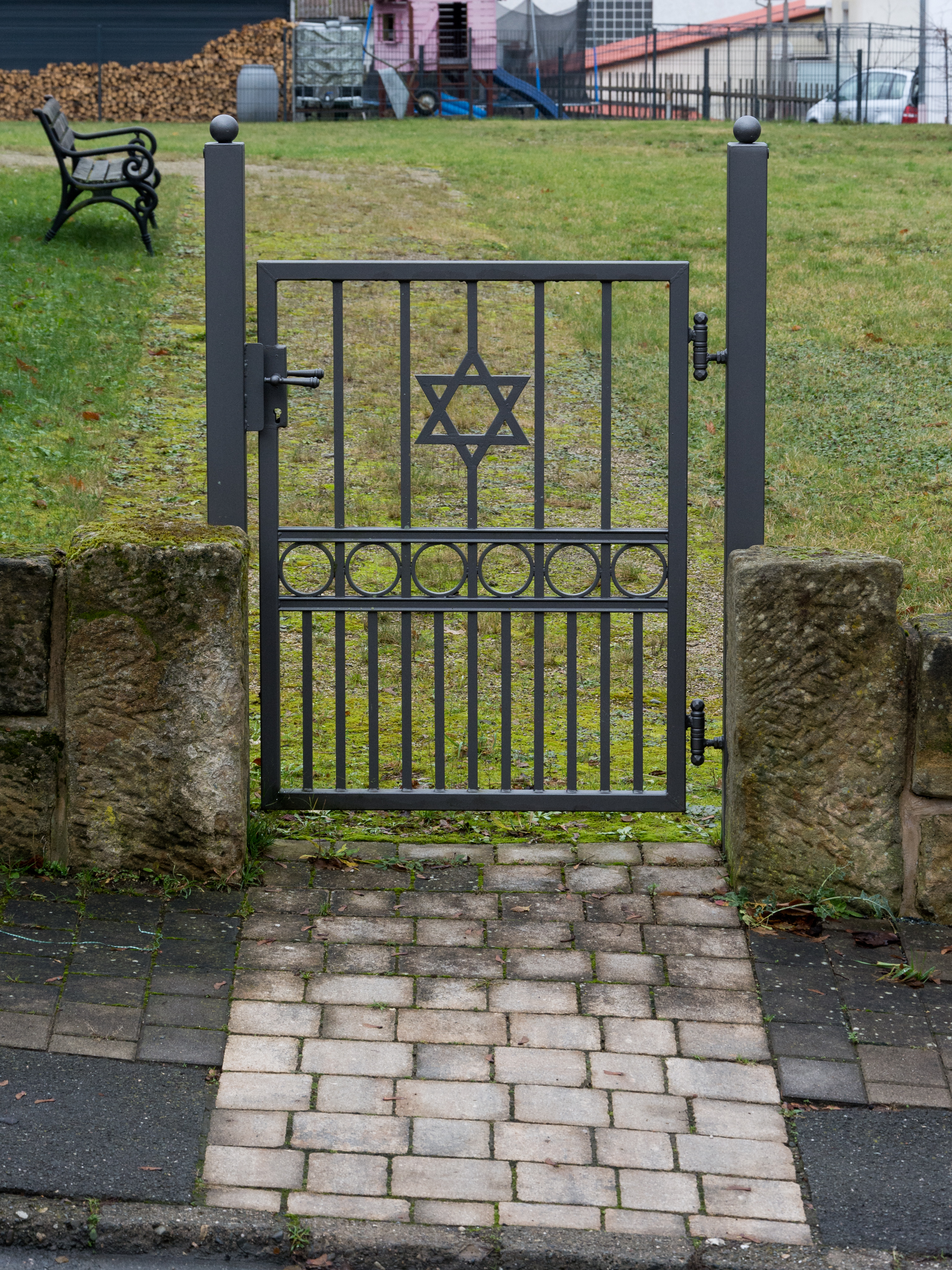
Eingangstor des Friedhofs

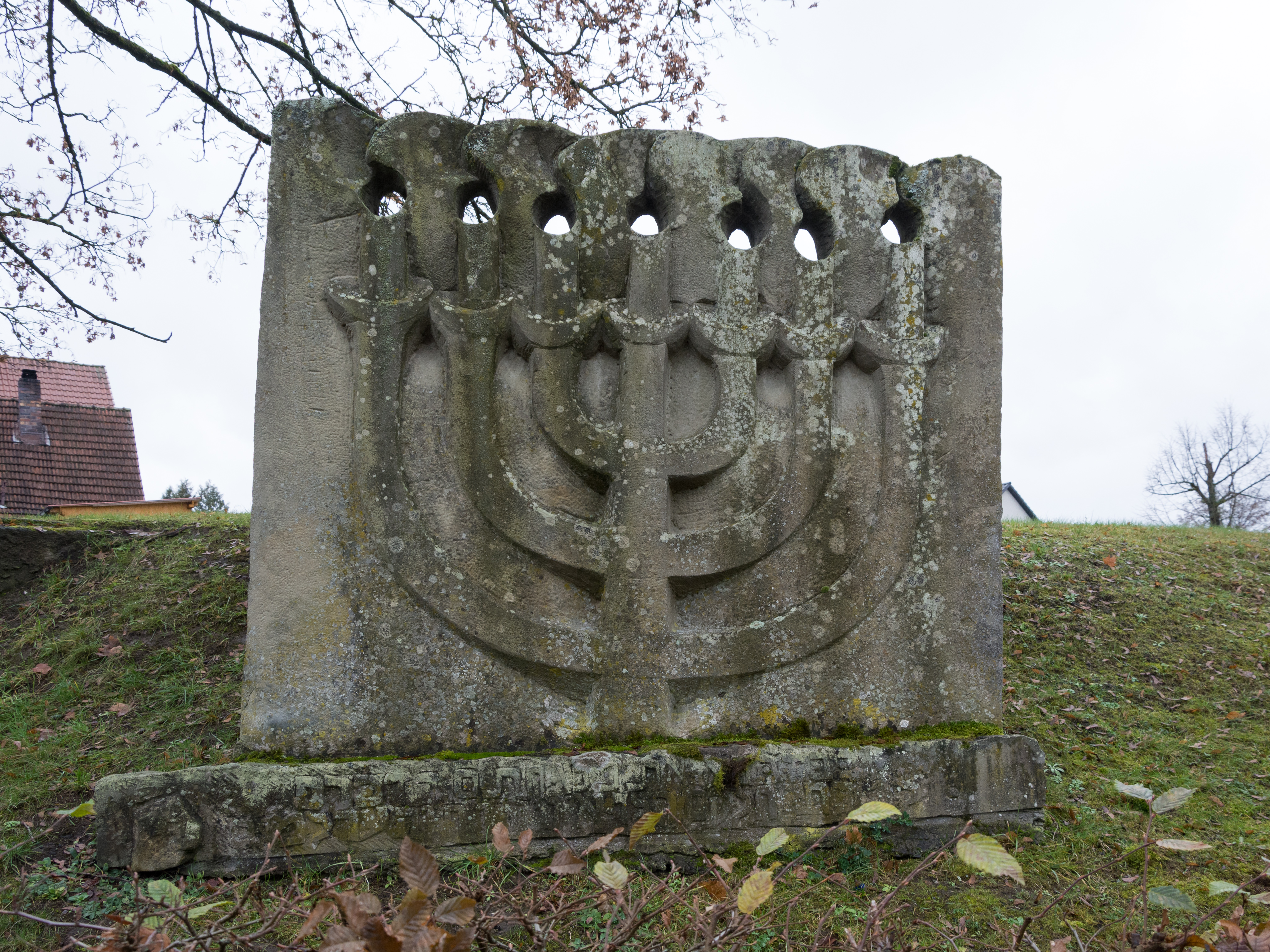
Denkmal in Form einer Menora

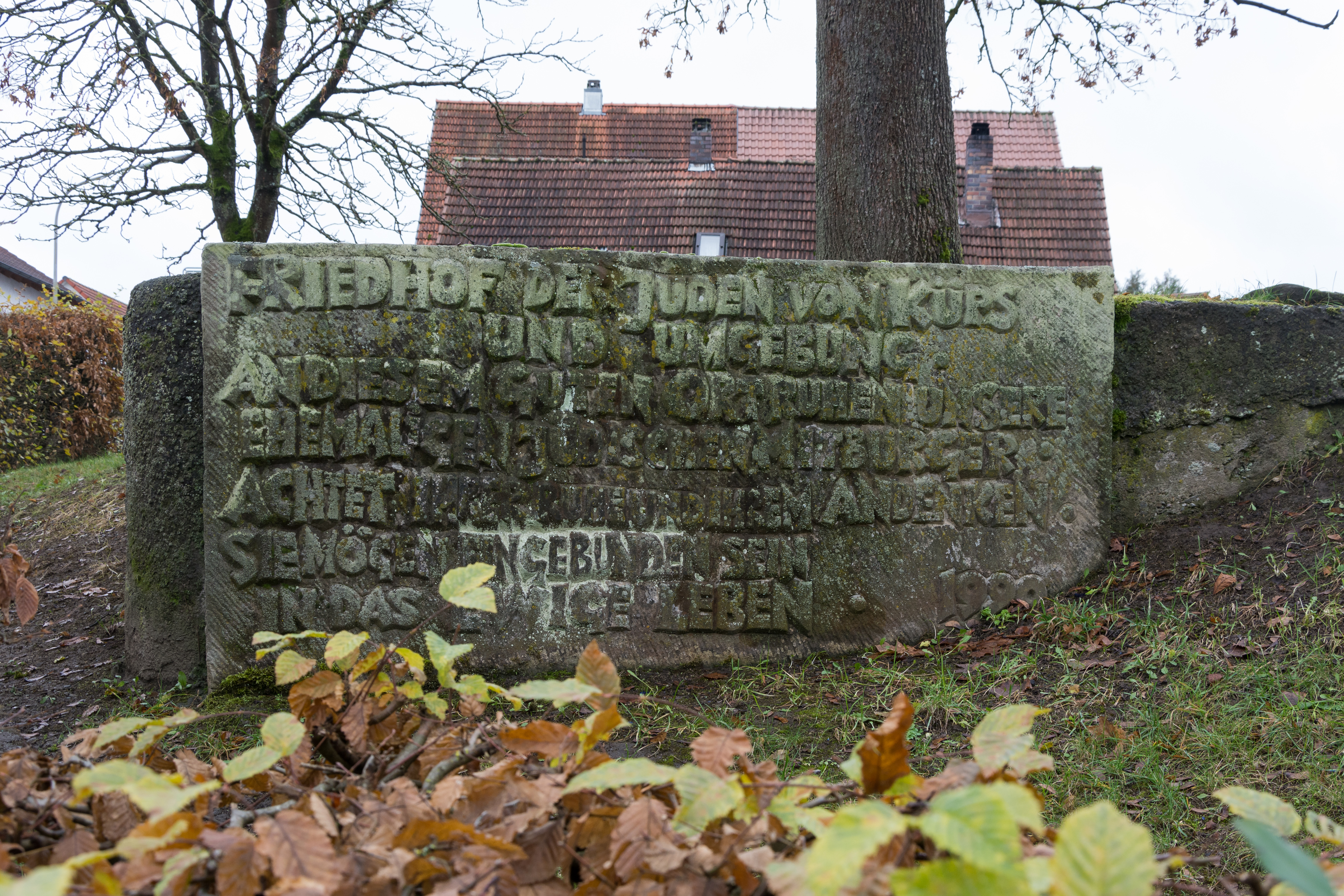
Gedenkstein

Der jüdische Friedhof in Küps, einer Marktgemeinde im oberfränkischen Landkreis Kronach, war eine jüdische Begräbnisstätte vom 16. bis ins 19. Jahrhundert.

## Geschichte
Der Friedhof befand sich mitten im Ort und wurde von der Kulmbacher Straße, der Ringstraße und der Judengasse begrenzt. Er ist seit 1597 urkundlich nachweisbar, ein Grabstein war auf 1611 datiert. Das Gelände umfasste ursprünglich ein Achtel Tagewerk; es wurde 1734 um zwei Grundstücke vergrößert, mit einer massiven Sandsteinmauer umschlossen und ein Taharahaus errichtet. Der Friedhof wurde in der Folge von den jüdischen Gemeinden in Küps, Mitwitz, Friesen, Oberlangenstadt und einigen kleineren Gemeinden als Begräbnisstätte genutzt.
Nach der Säkularisation des Hochstifts Bamberg und dessen Eingliederung in das Kurfürstentum Bayern in den Jahren 1802/1803 griffen neue Gesetze massiv in das Leben der jüdischen Bevölkerung ein. So sollten Begräbnisstätten aus den Ortschaften entfernt und an Stellen außerhalb der Ansiedlungen verlegt werden. Die Schließung des jüdischen Friedhofs in Küps wurde von der Regierung am 30. Mai 1831 beschlossen, die letzte Bestattung erfolgte am 19. Februar 1835.
Nach der Schließung des Friedhofs verfiel das Taharahaus zunehmend. Die Gemeindeverwaltung forderte die israelitische Kultusgemeinde 1876 auf, für die Instandsetzung zu sorgen oder das Gebäude abzubrechen. Die nur noch aus drei Familien bestehende Kultusgemeinde weigerte sich, die Maßnahme zu finanzieren und löste sich in der Folge auf; die Küpser Juden schlossen sich der Kultusgemeinde Oberlangenstadt an. Das Taharahaus wurde nach 1883 abgebrochen und das zugehörige Grundstück versteigert.
Der Friedhof kam nach der Auflösung der jüdischen Gemeinde 1903 in den Besitz des israelitischen Begräbnisvereins Burgkunstadt. Die politische Gemeinde Küps bemühte sich 1919 vergeblich um den Kauf des Geländes, um es als Bauland zu nutzen. In den Jahren 1935 und 1937 folgten weitere Kaufgesuche, die das Rabbinat in Bamberg jedoch mit Verweis auf die jüdischen Religionsgesetze ablehnte. 1939 erwarb der Markt Küps das Gelände schließlich für den Kaufpreis von 400 Mark.
In der Zeit des Nationalsozialismus wurden die Grabsteine entfernt und der Bau eines „HJ-Heimes“ geplant. 1944 entstanden auf dem Gelände drei barackenartige Behelfswohnheime zur Unterbringung „wohnungsloser Einwohner“. Sie wurden zwischen 1966 und 1970 wieder abgebrochen. Nach Ende des Zweiten Weltkriegs und der NS-Diktatur verblieb das Grundstück im Besitz der Kommune, die 1945 eine Ausgleichszahlung von 1750 Mark an die Jüdische Vermögensverwaltung (IRSO) leistete.
In den 1980er Jahren wurde auf dem Gelände des Friedhofs ein Kinderspielplatz eingerichtet und die Nutzung als Festplatz in Erwägung gezogen. Vertreter des Bayerischen Innenministeriums und der Israelitischen Kultusgemeinden Bayern besichtigten das Gelände 1985; die Kommission bekräftigte das ewige Ruherecht auf dem Friedhof und schlug vor, das Gelände zu räumen und das Grundstück wieder einzufrieden. Die Beteiligten verständigten sich auf die Errichtung eines Denkmals auf dem Gelände. Es wurde vom Kronacher Bildhauer Heinrich Schreiber geschaffen und im Jahr 1990 aufgestellt. Es besteht aus einer Menora und einem Gedenkstein mit der Inschrift „Friedhof der Juden von Küps und Umgebung. An diesem Guten Ort ruhen unsere ehemaligen jüdischen Mitbürger. Achtet ihrer Ruhe und ihrem Andenken. Sie mögen eingebunden sein in das ewige Leben.“
Im Jahr 2014 ging bei der Gemeindeverwaltung ein Schreiben ein mit dem Antrag des Verkaufs einer Teilfläche des Grundstückes und dessen Bebauung mit einer Halle. Der Marktgemeinderat und der Erste Bürgermeister lehnten dies ab und beschlossen, den jüdischen Friedhof wieder in einen angemessenen Zustand zu versetzen und dauerhaft zu erhalten. In Zusammenarbeit mit der Hochschule Weihenstephan-Triesdorf wurde dafür ein Konzept erarbeitet. Im Laufe des Jahres 2015 wurden die asphaltierten Flächen zurückgebaut, das Friedhofsgelände wurde wieder begrünt und eingefriedet. Die Arbeiten wurden im November 2015 abgeschlossen.